# Michael Keller (Bischof)

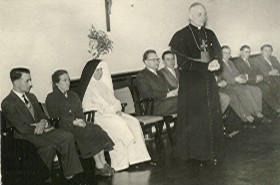
Bischof Michael Keller 1959 in der Katholischen Landvolkshochschule „Schorlemer Alst“

Michael Keller (* 16. Februar 1896 in Siegen; † 7. November 1961 in Münster, Westfalen) war ein deutscher katholischer Theologe und von 1947 bis 1961 Bischof von Münster. Er setzte sich für die Verbreitung der katholischen Soziallehre ein und förderte die Laienbewegung.

## Leben

### Jugend und Studium

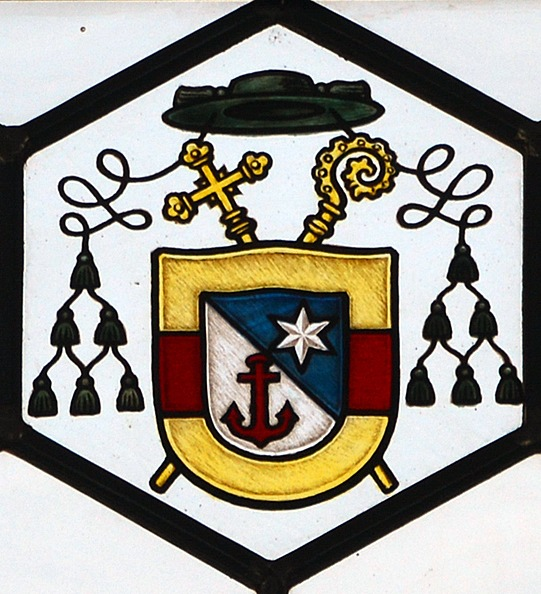
Wappen von Bischof Michael Keller in der Pfarrkirche von Walchwil

Michael Keller wurde als Sohn des späteren Reichsgerichtsrates Josef Keller geboren. Sein Vater wurde 1910 als Hilfsrichter, ab 1912 als Richter, an den IV. Zivilsenat des Reichsgerichts in Leipzig versetzt. Michael Keller besuchte die humanistische Thomasschule zu Leipzig und legte Dort 1914 sein Abitur ab. Im Anschluss begann er ein Studium der Katholischen Theologie an der Theologischen Fakultät Paderborn. Mit Ausbruch des Ersten Weltkriegs meldete er sich freiwillig zum Kriegsdienst, wurde bei den sächsischen Ulanen ausgebildet und diente an der Ostfront, ab 1917 an der Westfront, zuletzt als Leutnant. Er wurde mit dem Eisernen Kreuz 1. und 2. Klasse, dem Albrechts-Orden (Ritterkreuz 2. Klasse) sowie mit dem Allgemeinen Ehrenzeichen in Silber mit Schwertern ausgezeichnet.
Nach Ende des Krieges setzte er seine theologischen Studien am Canisianum in Innsbruck fort. Im Jahr 1921 empfing er die Diakonenweihe in Feldkirch und am 6. November 1921 die Priesterweihe in der Abtei St. Georgenberg-Fiecht bei Schwaz. Keller wurde in den Klerus des Bistums Osnabrück inkardiniert. Den Ausschlag dafür, dass er nicht Priester des Bistums Meißen wurde (wie es dem früheren Wohnort Leipzig entsprochen hätte), gab die enge Beziehung ins Emsland, in die Heimat seiner Mutter, die aus Aschendorf stammte. Anschließend studierte er in Rom und wurde an der Universität Innsbruck zum Doctor theologiae promoviert. Während seiner Zeit in Innsbruck war er aktives Mitglied der katholischen Studentenverbindung KStV Rhenania Innsbruck, organisiert im KV und ÖKV.

### Kaplan, Pfarrer, Spiritual und Regens
Ab 1924 war er zehn Jahre Kaplan der Pfarre St. Elisabeth in Hamburg-Harvestehude. Von 1931 bis 1933 war er Pastor (regionale Bezeichnung für Pfarrer) der Kirche Maria Grün in Hamburg-Blankenese. 1934 wurde er Diözesanvorsitzender und 1935 Prosynodalrichter des Deutschen Katecheten-Vereins. Der deutsche Zweig der Priestervereinigung Unio Apostolica wählte ihn zum Nationaldirektor.
Von 1935 bis 1939 war Keller Spiritual am Priesterseminar Osnabrück. 1939 wurde er Regens und damit Leiter des Priesterseminars. 1943 wurde er als Domkapitular des Bistums Osnabrück berufen.

### Bischof

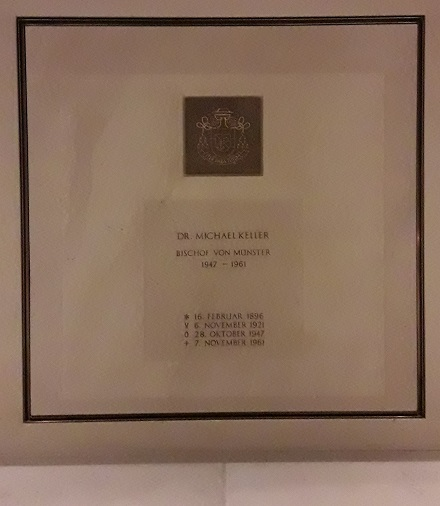
Grab von Bischof Michael Keller im Dom zu Münster

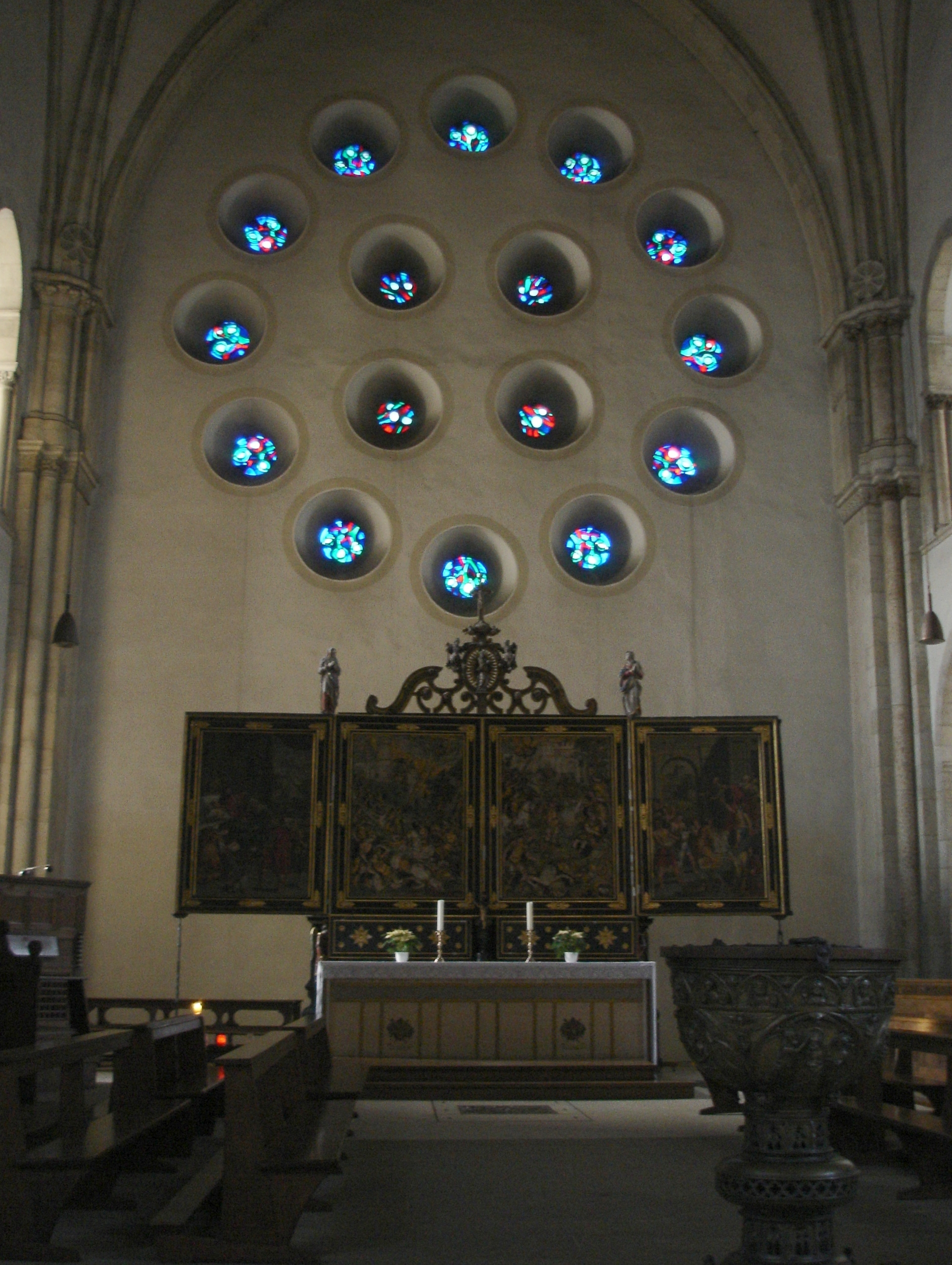
Westwerk des Paulus-Doms (Innenansicht)

Am 19. Juli 1947 wurde Michael Keller von Papst Pius XII. zum Bischof als Nachfolger des am 22. März 1946 verstorbenen Clemens August Kardinal Graf von Galen ernannt. Die Bischofsweihe spendete ihm am 28. Oktober 1947 der Kölner Erzbischof Josef Kardinal Frings in der Heilig-Geist-Kirche in Münster, da diese im Zweiten Weltkrieg nicht durch Bomben zerstört worden war. Als bischöflichen Wahlspruch wählte er – auch als Ausdruck seiner Marienfrömmigkeit – eine Zeile aus dem lateinischen Hymnus Ave maris stella: „Iter para tutum“ („Bereite einen sicheren Weg“).
Keller war ein Bischof, der sich stark um die Seelsorge kümmerte. Rastlos war er unterwegs, um möglichst bald alle Pfarreien seines Bistums und dessen fast 2000 Priester kennenzulernen. Er warb für eine frühzeitige Erstkommunion der Kinder. Er erkannte früh die Bedeutung der Laienbewegung Katholische Aktion. Er unterstützte besonders die Katholische Arbeitnehmer-Bewegung (KAB) und die Christliche Arbeiterjugend (CAJ), außerdem den Verband der Katholiken in Wirtschaft und Verwaltung (KKV), die Katholische Landvolkbewegung (KLB) und das Kolpingwerk. Auf einer Kundgebung der KAB in Rheinhausen vor der Bundestagswahl 1957 erklärte er, dass ein Katholik die SPD nicht wählen könne, unter anderem weil diese Partei in wichtigen Punkten nicht dem Naturrecht folge.
In der Not der Nachkriegsjahre redete Keller 1948 in strengen Worten denjenigen ins Gewissen, die den Flüchtlingen nicht halfen, und prangerte Wucherer und Ausbeuter an, und zwar auf eine für Bischöfe seiner Zeit ungewöhnliche Art: Seine Mahnungen und Forderungen ließ er als Plakate an den Kirchen aushängen. Um der Gerechtigkeit willen setzte er sich für eine Umverteilung des vorhandenen Eigentums ein und wollte dazu „den Besitzenden schmerzliche Opfer auferlegen“. 
Er förderte die maßgeblich von Albrecht Beckel entwickelten „Sozialen Seminare“ zur Katholischen Soziallehre, mit denen das Bistum Münster allen deutschen Bistümern voranging. In Hirtenbriefen machte er auf den christlichen Erziehungsauftrag der Eltern aufmerksam. Er förderte den Priesterberuf; den Priestermangel bezeichnete er als seine größte Sorge als Bischof. Er war maßgeblich am Wiederaufbau des Collegium Borromaeum Münster, des Collegium Ludgerianum, des Collegium Johanneum, des Collegium Augustinianum Gaesdonck, des St.-Pius-Kolleg Coesfeld und der Katholischen Akademie Franz-Hitze-Haus beteiligt. Unter seiner Ägide wurden die Pfarreien mit über 10.000 Gläubigen umstrukturiert. Von 1950 bis 1960 wurde 165 neue Kirchen fertiggestellt, weitere 23 waren in seinem Todesjahr im Bau oder in der Bauvorbereitung.
Ein weiteres großes Anliegen waren ihm die Weltmission und Entwicklungshilfe durch die Ausbildung einheimischer Fachkräfte. Keller war der erste deutsche Bischof, der 1956 – zusammen mit Julius Angerhausen – die katholischen Missionen in Afrika besuchte. Auf Einladung des Benediktinerpaters Thomas Ohm reiste er durch Ost- und Südafrika. Er verurteilte die Apartheid-Politik in Südafrika.
In Kellers Amtszeit fiel der Wiederaufbau des St.-Paulus-Doms, der im Zweiten Weltkrieg stark zerstört worden war. Keller setzte gegen den Widerstand von Bevölkerung und Denkmalpflege durch, dass das architektonisch bedeutsame Westwerk mit dem Hauptportal nicht restauriert, sondern durch einfache, im Kreis angeordnete Fenster ersetzt wurde. Der Haupteingang führt seitdem durch das Paradies. Im Volksmund wurden die von Keller gebilligten Fenster als „Kellerfenster“, „Wählscheibe Gottes“ oder als „Seelenbrause“ bezeichnet.
Als Bischof erhielt Keller Kenntnis von 55 Betroffenen, die Übergriffe durch Priester erlitten hatten. Er verharmloste die Vergehen und Straftaten, versetzte Täter auf andere Stellen und glaubte, Wiederholungen durch Therapien und Laisierungen verhindern zu können. Ob er mit Betroffenen sprach und sie um Vergebung bat, ist nicht bekannt. Nachdem 2022 dieses Versagen als Bischof durch eine wissenschaftliche Studie bekannt geworden war, wurde die Bischofsgruft im St.-Paulus-Dom mit einem Hinweistext auf die Verfehlungen der dort beigesetzten Bischöfe Michael Keller, Heinrich Tenhumberg und Reinhard Lettmann versehen und bis auf Weiteres für Besucher gesperrt.
Bischof Michael Keller verstarb in der Nacht nach seinem 40-jährigen Priesterjubiläum an einem Herzinfarkt. Am 11. November 1961 erfolgte die Beisetzung im Westchor des St.-Paulus-Doms in Münster. Die Trauerfeier mit Abertausenden von Gläubigen, darunter 18 Bischöfe, zelebrierte Kardinal Frings.

## Ehrungen
1958 verlieh ihm der Papst den Titel Thronassistent Seiner Heiligkeit.

## Schriften
- Katholische Aktion. Eine systematische Darstellung ihrer Idee. Jonscher, Osnabrück 1933.
- Des Rufes gewärtig. Schöningh, Paderborn 1934.
- Münsterischer Fastenhirtenbrief über die christliche Familie. Münster 1948.
- Das eucharistische Leben der Familie und die rechtzeitige Erstkommunion der Kinder. Regensberg, Münster 1949.
- Kirche und soziale Frage. Siedlungsamt der Diözese Münster, Münster 1950.
- Gottgeweihte Jungfräulichkeit und Schwesternberuf heute. Regensberg, Münster 1953.
- Die Gefahr des Interkonfessionalismus und seine Überwindung. Regensberg, Münster 1954.
- Priesterliche Heiligkeit – Priesterliche Sendung. In: Unsere Seelsorge, Jg. 1959, S. 98–110.
- Iter para tutum. Apostolat in der modernen Welt. Hirtenworte des Bischofs von Münster. Herausgegeben von Laurenz Böggering. Aschendorff, Münster 1961.